# 陳毓祺
陳毓祺，字衛生，號書伯，又號書紱，浙江錢塘（今屬杭州市）人。清朝翰林。

## 生平
陳毓祺於道光二十七年（1847年）考中丁未科二甲第十七名進士，改庶吉士，散館授翰林院編修。